# Muzeul Memorial „Aurel Vlaicu”
Muzeul Memorial „Aurel Vlaicu” este un muzeu județean din satul Aurel Vlaicu, amplasat în nr. 177. Muzeul a fost înființat de Muzeul Județean Hunedoara în apropierea casei în care a trăit Aurel Vlaicu și familia sa. Adăpostește o colecție de obiecte legate de activitatea de aviator și inventator a lui Aurel Vlaicu (1882 - 1913). Colecția cuprinde: un gramofon, un magneton, membrane de telefon, un cazan cu aburi construit de Vlaicu, schițele de proiect referitoare la invenții personale.

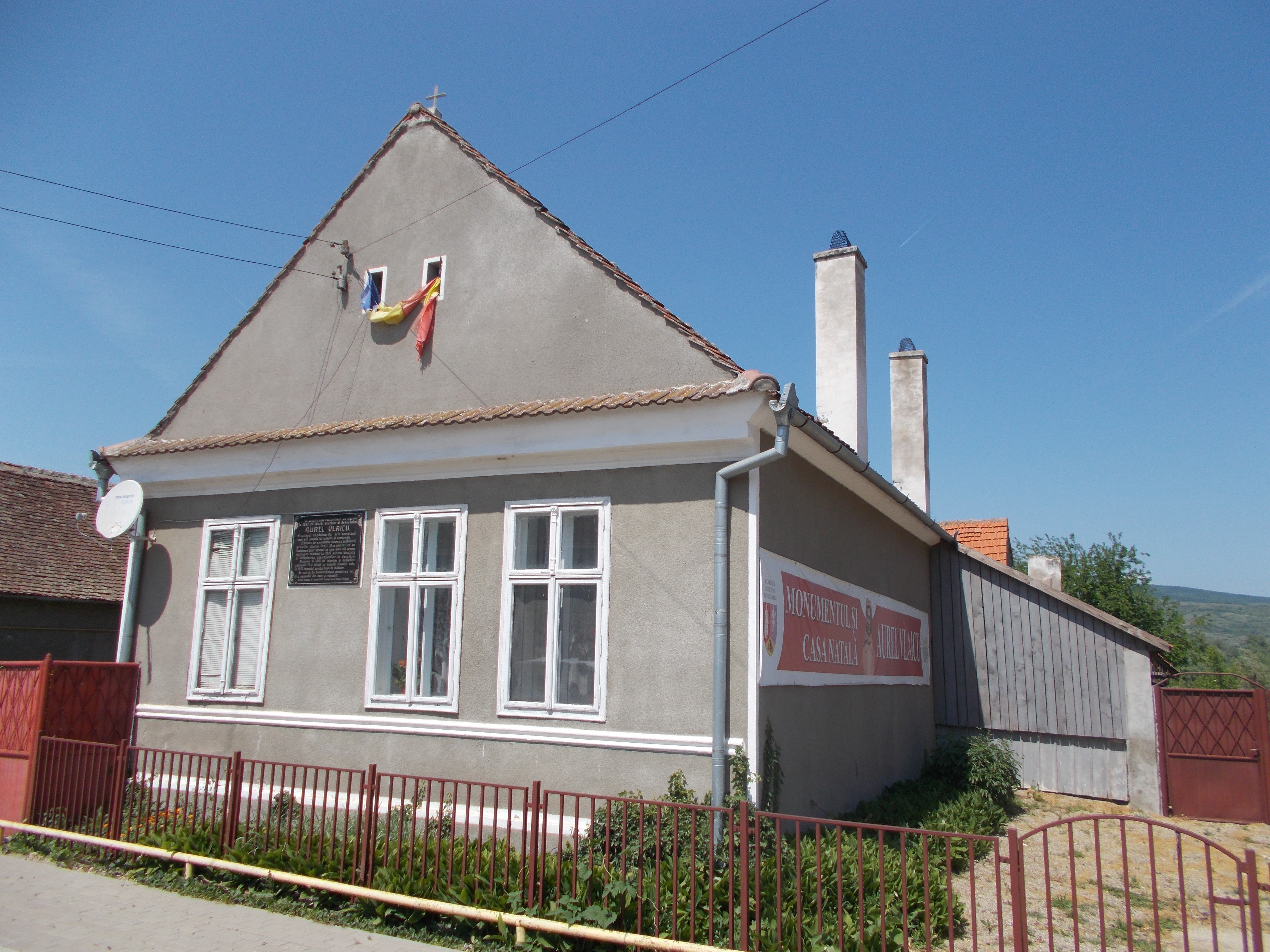
Casa natală a lui Aurel Vlaicu aflată în imediata apropiere a muzeului memorial

Edificiul este modern, a fost construit în 1980 - 1981.